# Ізраїль на пісенному конкурсі Євробачення
Ізраїль бере участь у Пісенному конкурсі «Євробачення» починаючи з 1973 року та чотири рази здобував перемогу — у 1978, 1979, 1998 та 2018 роках. Країна тричі приймала конкурс: двічі у Єрусалимі (1979 та 1999) та один раз у Тель-Авіві (2019).

## Учасники Євробачення від Ізраїлю
Умовні позначення
     Переможець
     Друге місце
     Третє місце
     Четверте місце
     П'яте місце
     Останнє місце
     Автоматичний фіналіст
     Не пройшла до фіналу
     Участь скасовано
     Не брала участі
| Рік  | Місце проведення | Виконавець                   | Пісня                       | Мова                          | Фінал                                      | Фінал                                      | Півфінал                                   | Півфінал                                   |
| Рік  | Місце проведення | Виконавець                   | Пісня                       | Мова                          | Місце                                      | Бали                                       | Місце                                      | Бали                                       |
| ---- | ---------------- | ---------------------------- | --------------------------- | ----------------------------- | ------------------------------------------ | ------------------------------------------ | ------------------------------------------ | ------------------------------------------ |
| 1973 | Люксембург       | Іланіт                       | «Ey Sham»                   | Іврит                         | 4-е                                        | 97                                         | Без півфіналів                             | Без півфіналів                             |
| 1974 | Брайтон          | Poogy                        | «Natati La Khayay»          | Іврит                         | 7-е                                        | 11                                         | Без півфіналів                             | Без півфіналів                             |
| 1975 | Стокгольм        | Шломо Арці                   | «At Va'Ani»                 | Іврит                         | 11-е                                       | 40                                         | Без півфіналів                             | Без півфіналів                             |
| 1976 | Гаага            | Chocolate, Menta, Mastik     | «Emor Shalom»               | Іврит                         | 6-е                                        | 77                                         | Без півфіналів                             | Без півфіналів                             |
| 1977 | Лондон           | Іланіт                       | «Ahava Hi Shir Lishnayim»   | Іврит                         | 11-е                                       | 49                                         | Без півфіналів                             | Без півфіналів                             |
| 1978 | Париж            | Ізгар Коген та The Alphabeta | «A-Ba-Ni-Bi»                | Іврит                         | 1-е                                        | 157                                        | Без півфіналів                             | Без півфіналів                             |
| 1979 | Єрусалим         | Галі Атарі та Milk and Honey | «Hallelujah»                | Іврит                         | 1-е                                        | 125                                        | Без півфіналів                             | Без півфіналів                             |
| 1981 | Дублін           | Habibi                       | «Halayla»                   | Іврит                         | 7-е                                        | 56                                         | Без півфіналів                             | Без півфіналів                             |
| 1982 | Гаррогейт        | Аві Толедано                 | «Hora»                      | Іврит                         | 2-е                                        | 100                                        | Без півфіналів                             | Без півфіналів                             |
| 1983 | Мюнхен           | Офра Хаза                    | «Hi»                        | Іврит                         | 2-е                                        | 136                                        | Без півфіналів                             | Без півфіналів                             |
| 1985 | Гетеборг         | Ізгар Коген                  | «Olé, Olé»                  | Іврит                         | 5-е                                        | 93                                         | Без півфіналів                             | Без півфіналів                             |
| 1986 | Берген           | Моті Гіладі та Сарай Цуріель | «Yavo Yom»                  | Іврит                         | 19-е                                       | 7                                          | Без півфіналів                             | Без півфіналів                             |
| 1987 | Брюссель         | Натан Датнер та Аві Кушнір   | «Shir Habatlanim»           | Іврит                         | 8-е                                        | 73                                         | Без півфіналів                             | Без півфіналів                             |
| 1988 | Дублін           | Ярдена Арази                 | «Ben Adam»                  | Іврит                         | 7-е                                        | 85                                         | Без півфіналів                             | Без півфіналів                             |
| 1989 | Лозанна          | Gili & Galit                 | «Derekh Hamelekh»           | Іврит                         | 12-е                                       | 50                                         | Без півфіналів                             | Без півфіналів                             |
| 1990 | Загреб           | Рита                         | «Shara Barkhovot»           | Іврит                         | 18-е                                       | 16                                         | Без півфіналів                             | Без півфіналів                             |
| 1991 | Рим              | Datz                         | «Kan»                       | Іврит                         | 3-є                                        | 139                                        | Без півфіналів                             | Без півфіналів                             |
| 1992 | Мальме           | Дафна Декель                 | «Ze Rak Sport»              | Іврит                         | 6-е                                        | 85                                         | Без півфіналів                             | Без півфіналів                             |
| 1993 | Мілстріт         | Лехакат Ширу                 | «Shiru»                     | Англійська, Іврит             | 24-е                                       | 4                                          | Без півфіналів                             | Без півфіналів                             |
| 1995 | Дублін           | Ліора                        | «Amen»                      | Іврит                         | 8-е                                        | 81                                         | Без півфіналів                             | Без півфіналів                             |
| 1998 | Бірмінгем        | Dana International           | «Diva»                      | Іврит                         | 1-е                                        | 172                                        | Без півфіналів                             | Без півфіналів                             |
| 1999 | Єрусалим         | Eden                         | «Yom Huledet»               | Англійська, Іврит             | 5-е                                        | 93                                         | Без півфіналів                             | Без півфіналів                             |
| 2000 | Стокгольм        | PingPong                     | «Sameach»                   | Іврит                         | 22-е                                       | 7                                          | Без півфіналів                             | Без півфіналів                             |
| 2001 | Копенгаген       | Таль Сондак                  | «Ein Davar»                 | Іврит                         | 16-е                                       | 25                                         | Без півфіналів                             | Без півфіналів                             |
| 2002 | Таллінн          | Саріт Хадад                  | «Light a Candle»            | Англійська, Іврит             | 12-е                                       | 37                                         | Без півфіналів                             | Без півфіналів                             |
| 2003 | Рига             | Ліор Наркіс                  | «Words for Love»            | Іврит                         | 19-е                                       | 17                                         | Без півфіналів                             | Без півфіналів                             |
| 2004 | Стамбул          | Давид Д'Ор                   | «Leha'amin»                 | Англійська, Іврит             | Не вдалося кваліфікуватися                 | Не вдалося кваліфікуватися                 | 11-е                                       | 57                                         |
| 2005 | Київ             | Ширі Маймон                  | «HaSheket SheNish'ar»       | Англійська, Іврит             | 4-е                                        | 154                                        | 7-е                                        | 158                                        |
| 2006 | Афіни            | Едді Батлер                  | «Together We Are One»       | Англійська, Іврит             | 23-є                                       | 4                                          | Топ-11 у минулому році                     | Топ-11 у минулому році                     |
| 2007 | Гельсінкі        | Teapacks                     | «Push the Button»           | Англійська, Іврит, Французька | Не вдалося кваліфікуватися                 | Не вдалося кваліфікуватися                 | 24-е                                       | 17                                         |
| 2008 | Белград          | Боаз Мауда                   | «The Fire in Your Eyes»     | Іврит                         | 9-е                                        | 124                                        | 5-е                                        | 104                                        |
| 2009 | Москва           | Ноа та Міра Авад             | «There Must Be Another Way» | Англійська, Арабська, Іврит   | 16-е                                       | 53                                         | 7-е                                        | 75                                         |
| 2010 | Осло             | Арель Скаат                  | «Milim»                     | Іврит                         | 14-е                                       | 71                                         | 8-е                                        | 71                                         |
| 2011 | Дюссельдорф      | Dana International           | «Ding Dong»                 | Англійська, Іврит             | Не вдалося кваліфікуватися                 | Не вдалося кваліфікуватися                 | 15-е                                       | 38                                         |
| 2012 | Баку             | Izabo                        | «Time»                      | Англійська, Іврит             | Не вдалося кваліфікуватися                 | Не вдалося кваліфікуватися                 | 13-е                                       | 33                                         |
| 2013 | Мальме           | Моран Мазор                  | «Rak bishvilo»              | Іврит                         | Не вдалося кваліфікуватися                 | Не вдалося кваліфікуватися                 | 14-е                                       | 40                                         |
| 2014 | Копенгаген       | Мей Файнгольд                | «Same Heart»                | Англійська, Іврит             | Не вдалося кваліфікуватися                 | Не вдалося кваліфікуватися                 | 14-е                                       | 19                                         |
| 2015 | Відень           | Надав Гедж                   | «Golden Boy»                | Англійська                    | 9-е                                        | 97                                         | 3-є                                        | 151                                        |
| 2016 | Стокгольм        | Хові Стар                    | «Made of Stars»             | Англійська                    | 14-е                                       | 135                                        | 7-е                                        | 147                                        |
| 2017 | Київ             | IMRI                         | «I Feel Alive»              | Англійська                    | 23-є                                       | 39                                         | 3-є                                        | 207                                        |
| 2018 | Лісабон          | Нетта                        | «Toy»                       | Англійська                    | 1-е                                        | 529                                        | 1-е                                        | 283                                        |
| 2019 | Тель-Авів        | Кобі Марімі                  | «Home»                      | Англійська                    | 23-є                                       | 35                                         | Країна-господар                            | Країна-господар                            |
| 2020 | Роттердам        | Еден Алене                   | «Feker Libi»                | Англійська, Амхарська         | Конкурс скасований через пандемію COVID-19 | Конкурс скасований через пандемію COVID-19 | Конкурс скасований через пандемію COVID-19 | Конкурс скасований через пандемію COVID-19 |
| 2021 | Роттердам        | Еден Алене                   | «Set Me Free»               | Англійська, Іврит             | 17-е                                       | 93                                         | 5-е                                        | 192                                        |
| 2022 | Турин            | Майкл Бен Девід              | «I.M»                       | Англійська                    | Не вдалося кваліфікуватися                 | Не вдалося кваліфікуватися                 | 13-е                                       | 61                                         |
| 2023 | Ліверпуль        | Ноа Кірел                    | «Unicorn»                   | Англійська, Іврит             | 3-є                                        | 362                                        | 3-є                                        | 127                                        |
| 2024 | Мальме           | Еден Ґолан                   | «Hurricane»                 | Англійська, Іврит             | 5-е                                        | 375                                        | 1-е                                        | 194                                        |
| 2025 | Базель           | Юваль Рафаель                | «New Day Will Rise»         | Англійська, Французька, Іврит | 2-е                                        | 357                                        | 1-е                                        | 203                                        |

### Congratulations: 50-річчя пісенного конкурсу «Євробачення»
| Виконавець         | Пісня          | Мова  | Congratulations            | Congratulations            | Congratulations | Congratulations | На Євробаченні | На Євробаченні | На Євробаченні |
| Виконавець         | Пісня          | Мова  | Фінал                      | Бали                       | Півфінал        | Бали            | Рік            | Місце          | Бали           |
| ------------------ | -------------- | ----- | -------------------------- | -------------------------- | --------------- | --------------- | -------------- | -------------- | -------------- |
| Dana International | «Diva» (דיווה) | Іврит | Не вдалося кваліфікуватися | Не вдалося кваліфікуватися | 13-е            | 39              | 1998           | 1-е            | 172            |

## Країна-господар
| Рік  | Місто     | Місце                       | Ведучі                                        | Фото |
| ---- | --------- | --------------------------- | --------------------------------------------- | ---- |
| 1979 | Єрусалим  | Міжнародний конференц-центр | Ярдена Аразі та Даніель Пеєр                  |      |
| 1999 | Єрусалим  | Міжнародний конференц-центр | Дафна Декель, Сігал Шахмон та Їгал Равід      |      |
| 2019 | Тель-Авів | Expo Tel Aviv               | Ерез Таль, Бар Рафаелі, Ассі Азар та Люсі Аюб |      |

## Нагороди

### Премія Марселя Безансона
| Рік  | Категорія         | Виконавець  | Пісня           | Місце | Бали | Місце проведення | Прим. |
| ---- | ----------------- | ----------- | --------------- | ----- | ---- | ---------------- | ----- |
| 2010 | Приз преси        | Арель Скаат | «Milim» (מילים) | 14-е  | 71   | Осло             | [ 1 ] |
| 2010 | Мистецький приз   | Арель Скаат | «Milim» (מילים) | 14-е  | 71   | Осло             | [ 1 ] |
| 2010 | Приз композиторів | Арель Скаат | «Milim» (מילים) | 14-е  | 71   | Осло             | [ 1 ] |

### Переможець від OGAE
| Рік  | Пісня | Виконавець | Місце | Бали | Місто проведення | Прим. |
| ---- | ----- | ---------- | ----- | ---- | ---------------- | ----- |
| 2018 | «Toy» | Нетта      | 1-е   | 529  | Лісабон          | [ 2 ] |

## Галерея

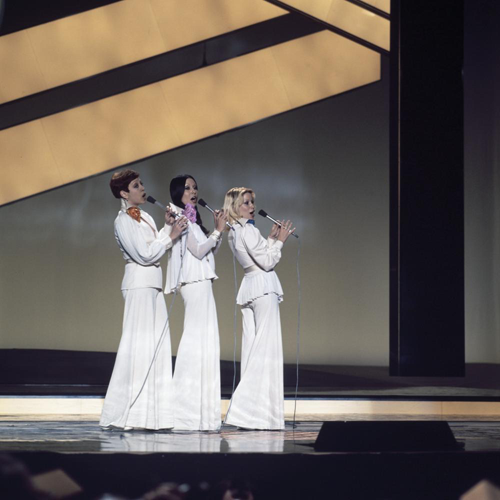
Chocolate, Menta, Mastik у Гаазі (1976)
Галі Атарі та Milk and Honey в Єрусалимі (1979)
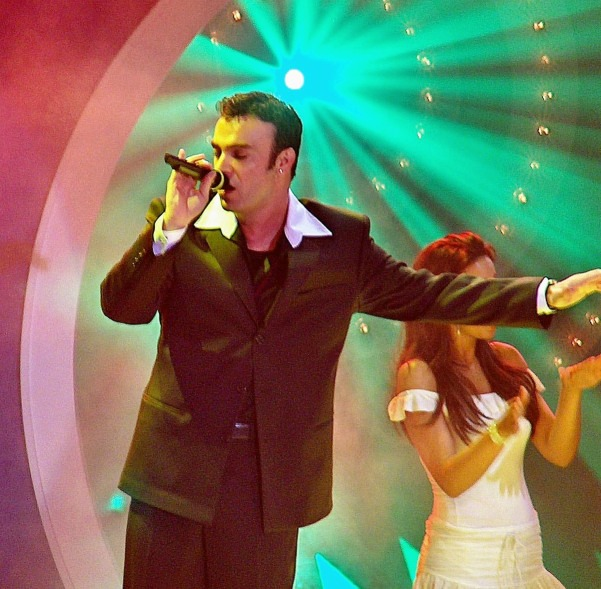
Давид Д'Ор у Стамбулі (2004)
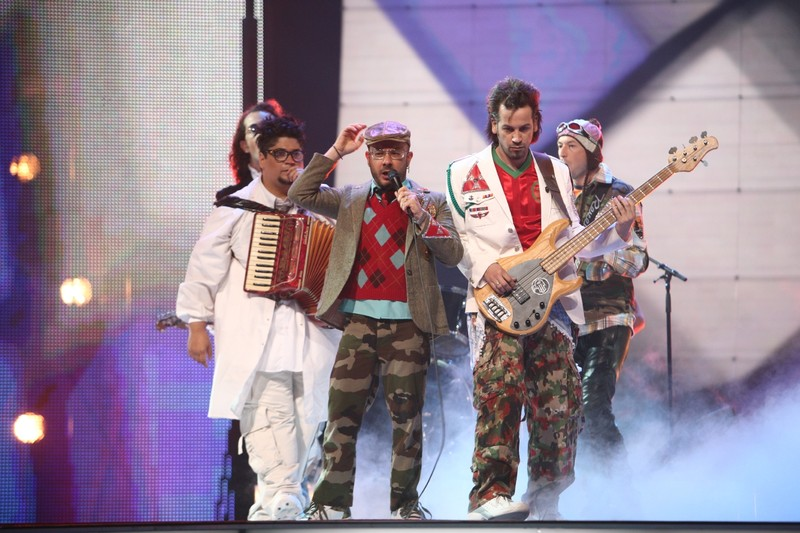
Teapacks у Гельсінкі (2007)
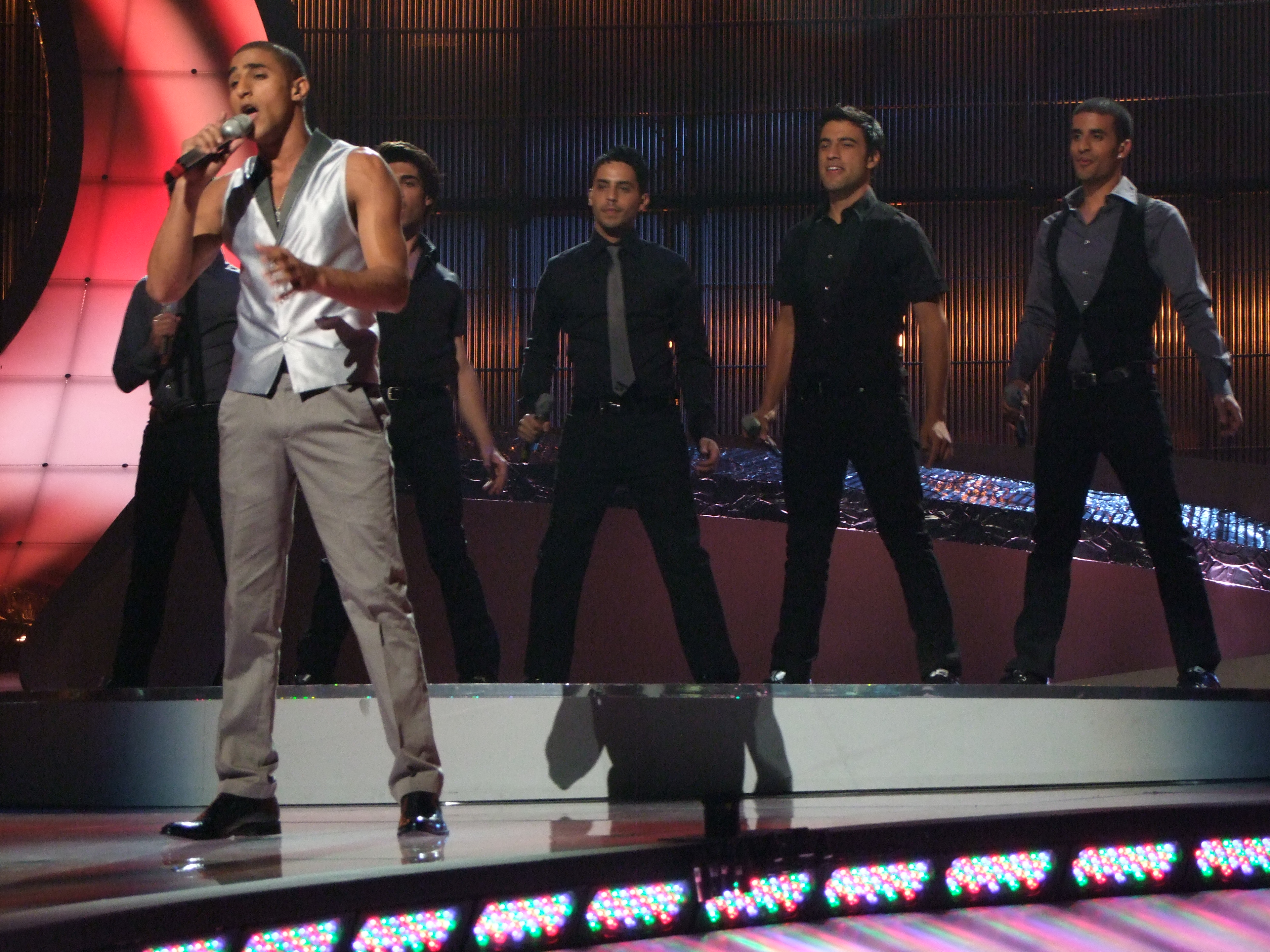
Боаз Мауда у Белграді (2008)
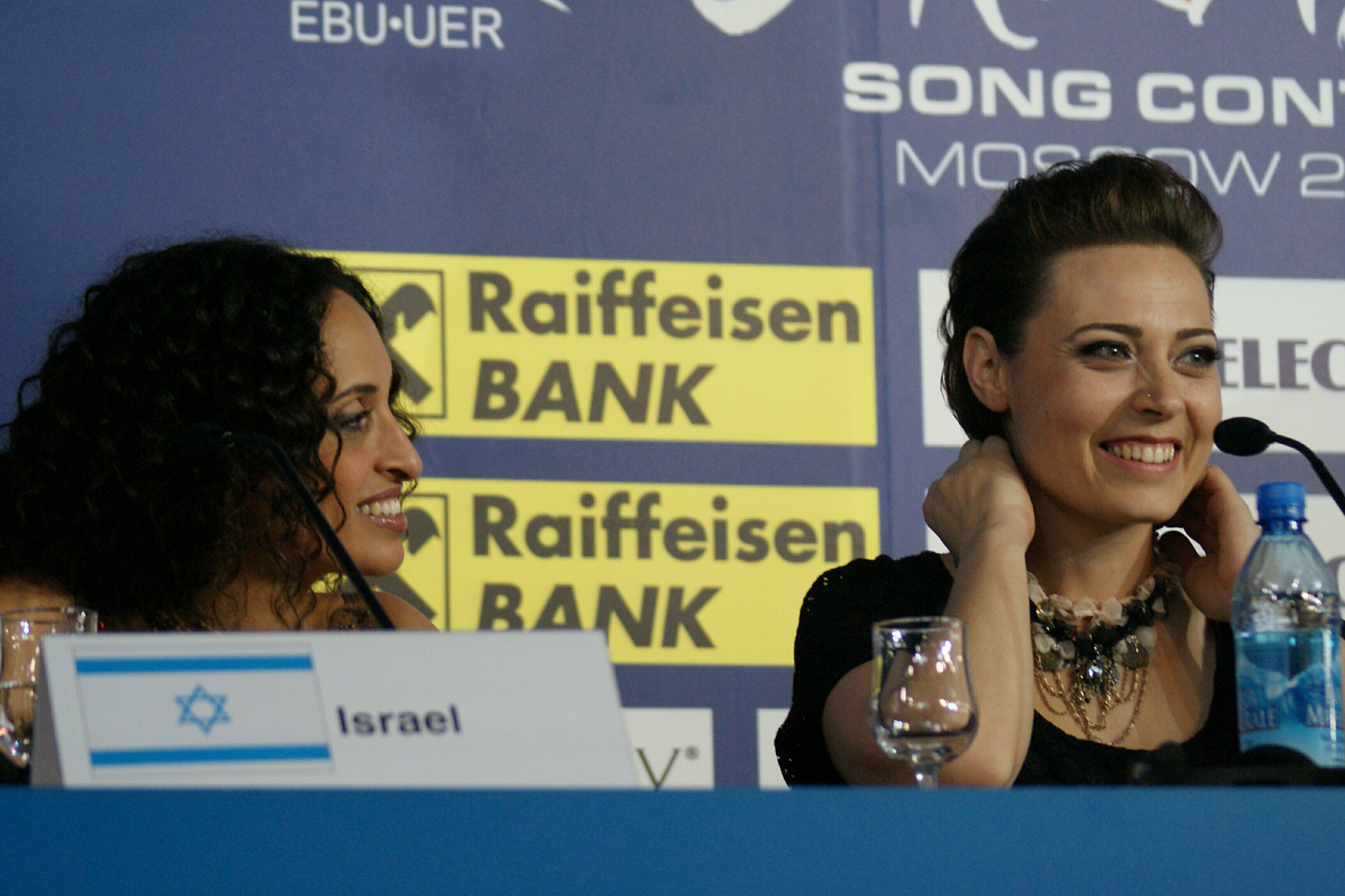
Ноа та Міра Авад у Москві (2009)
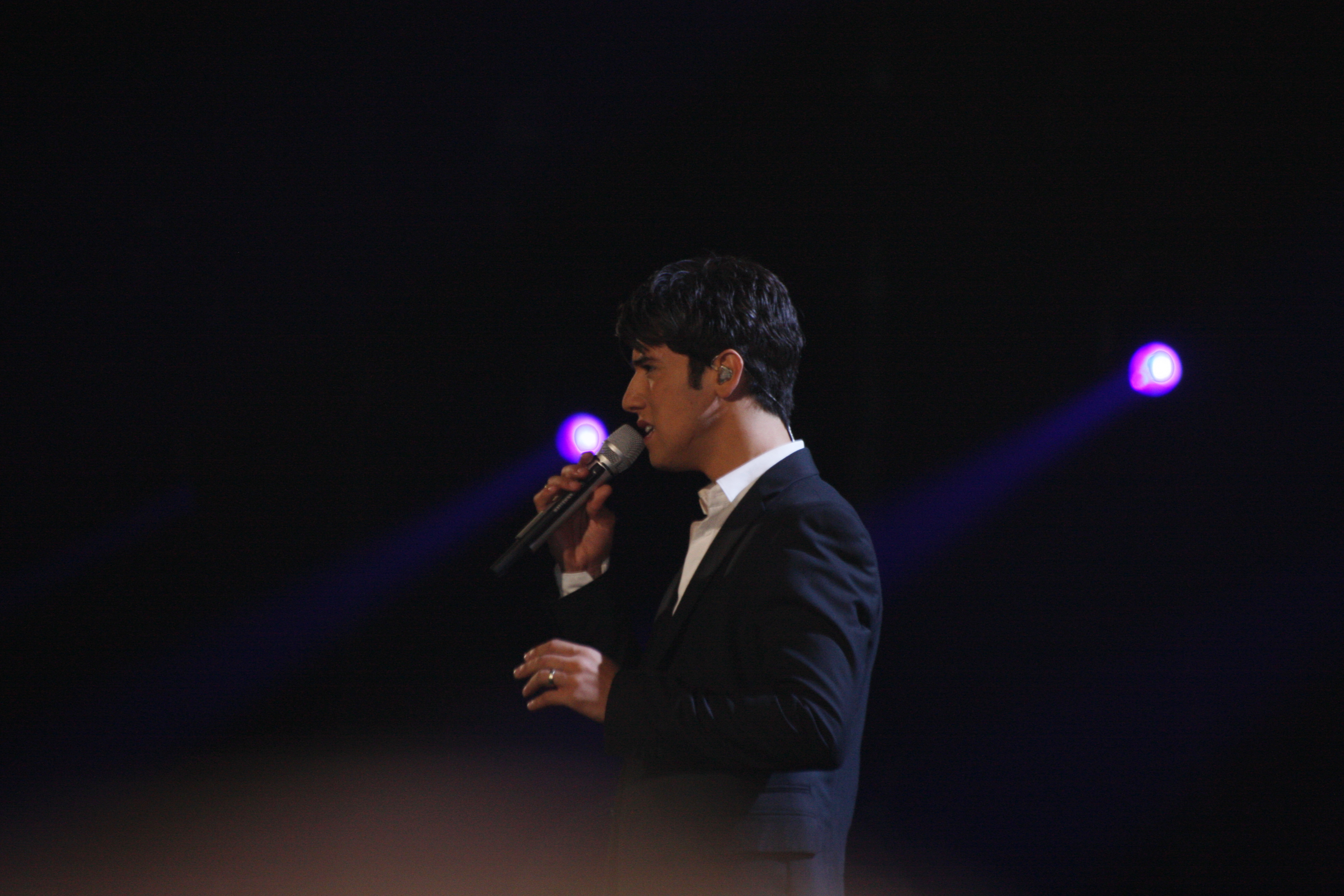
Арель Скаат в Осло (2010)
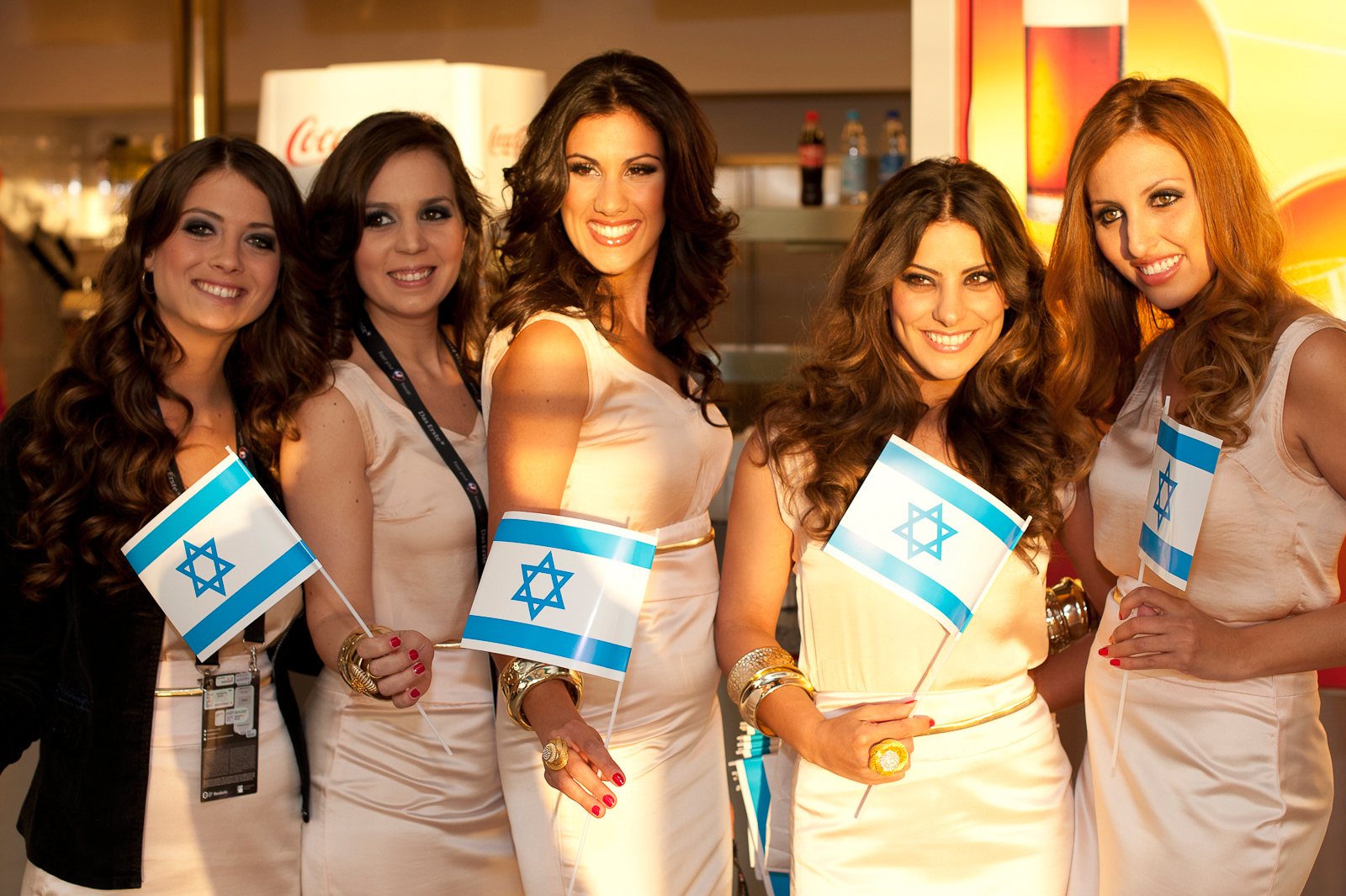
Dana International у Дюссельдорфі (2011)
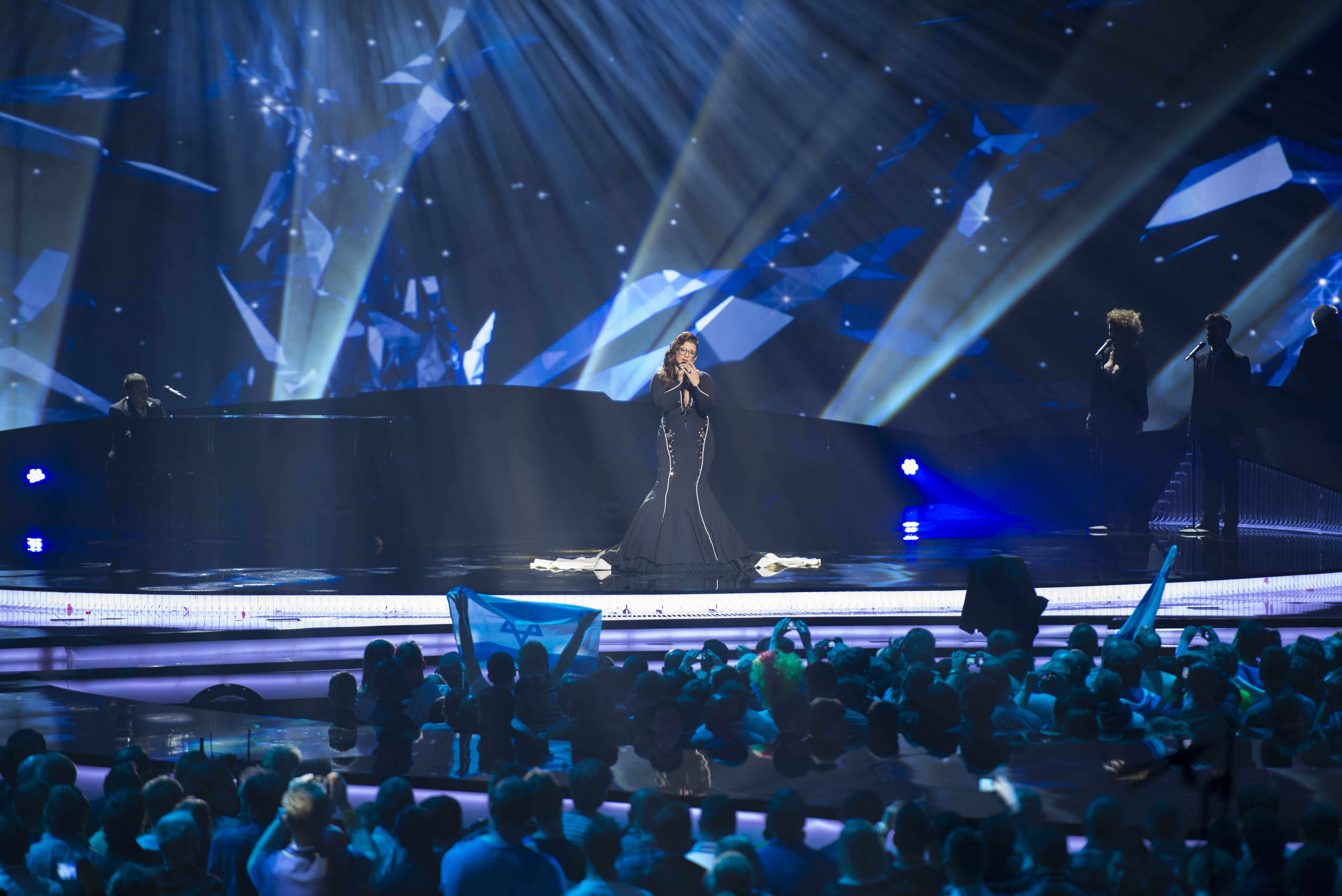
Моран Мазор в Мальме (2013)
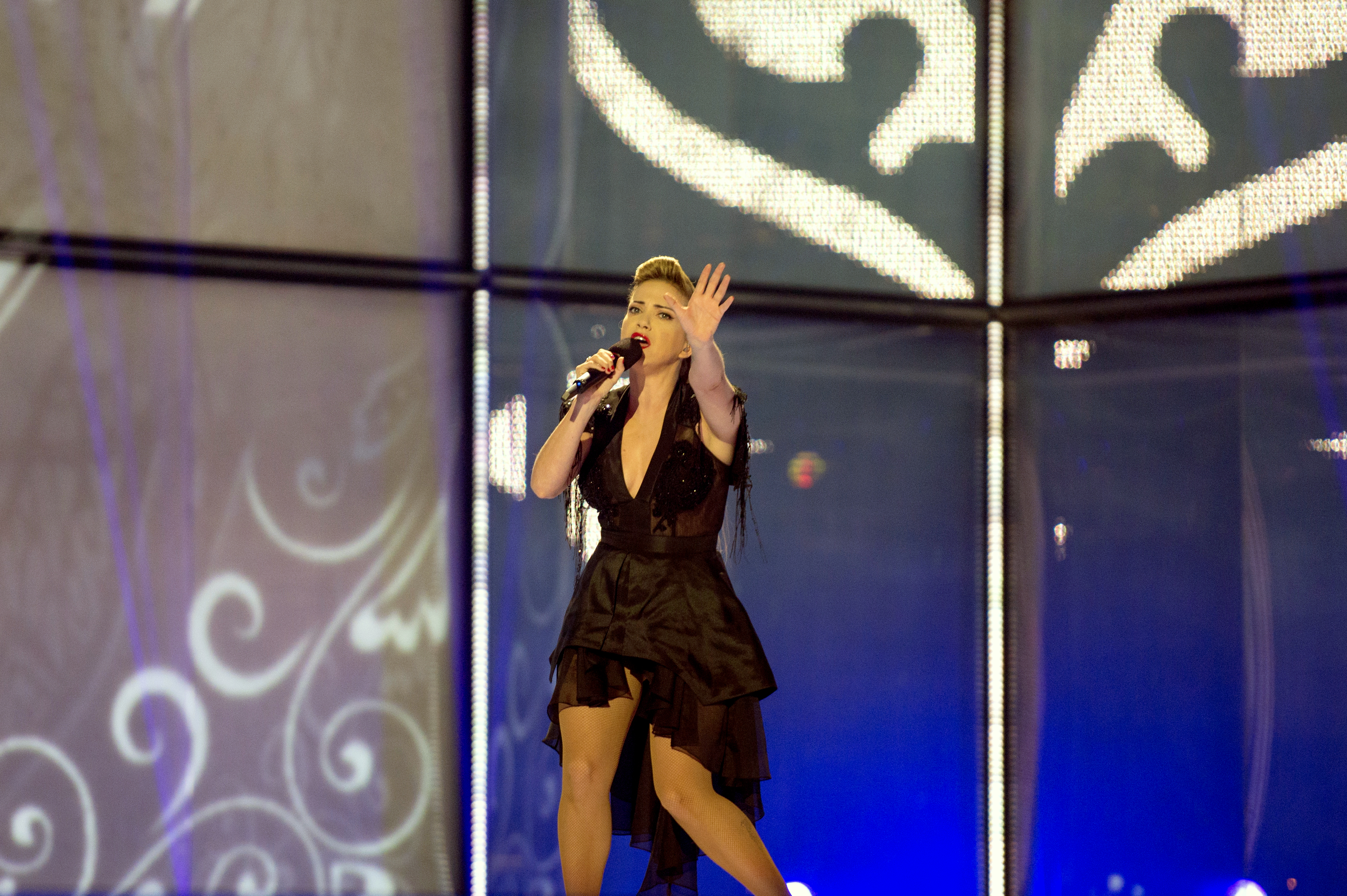
Мей Файнгольд у Копенгагені (2014)
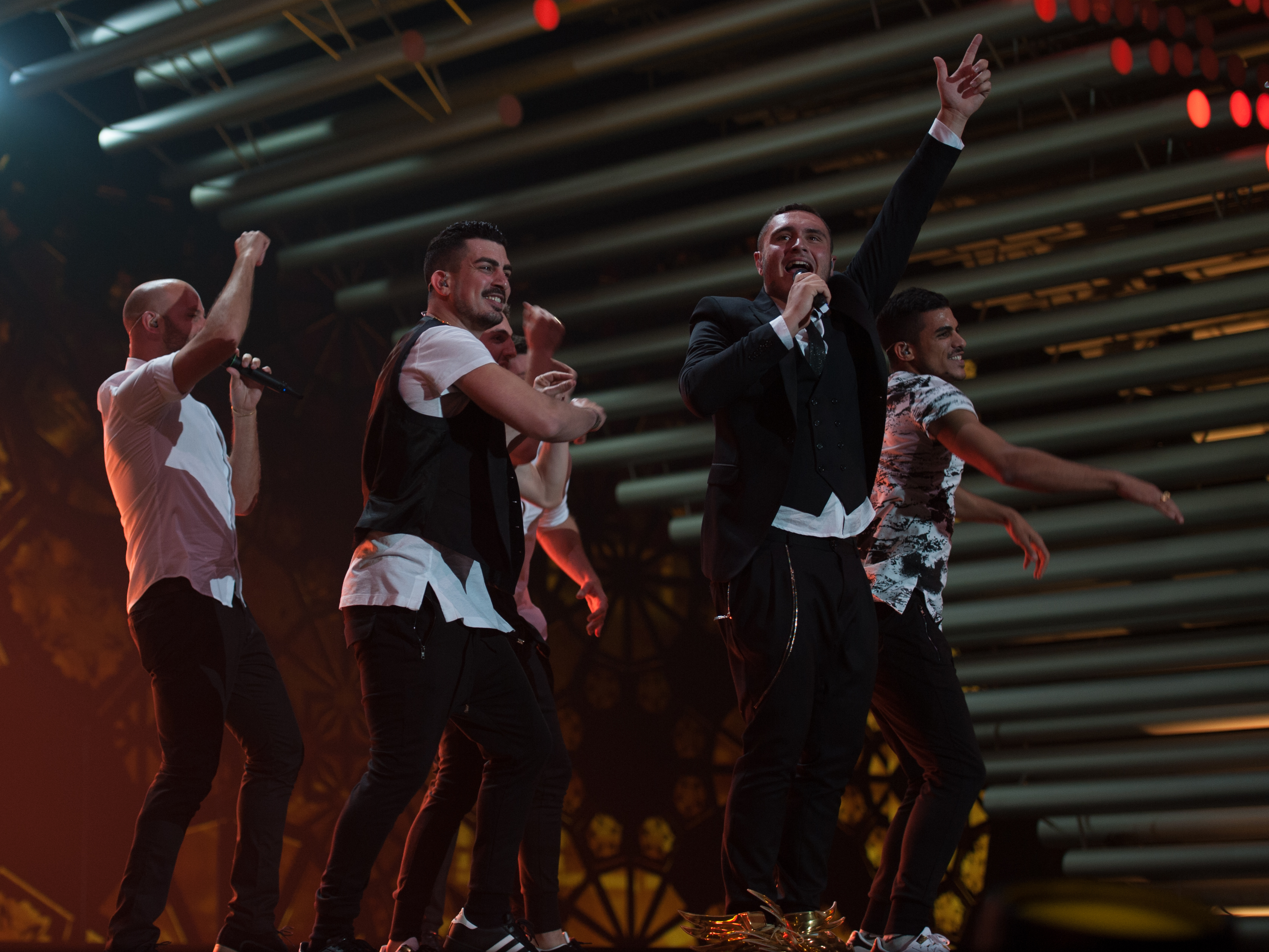
Надав Гедж у Відні (2015)
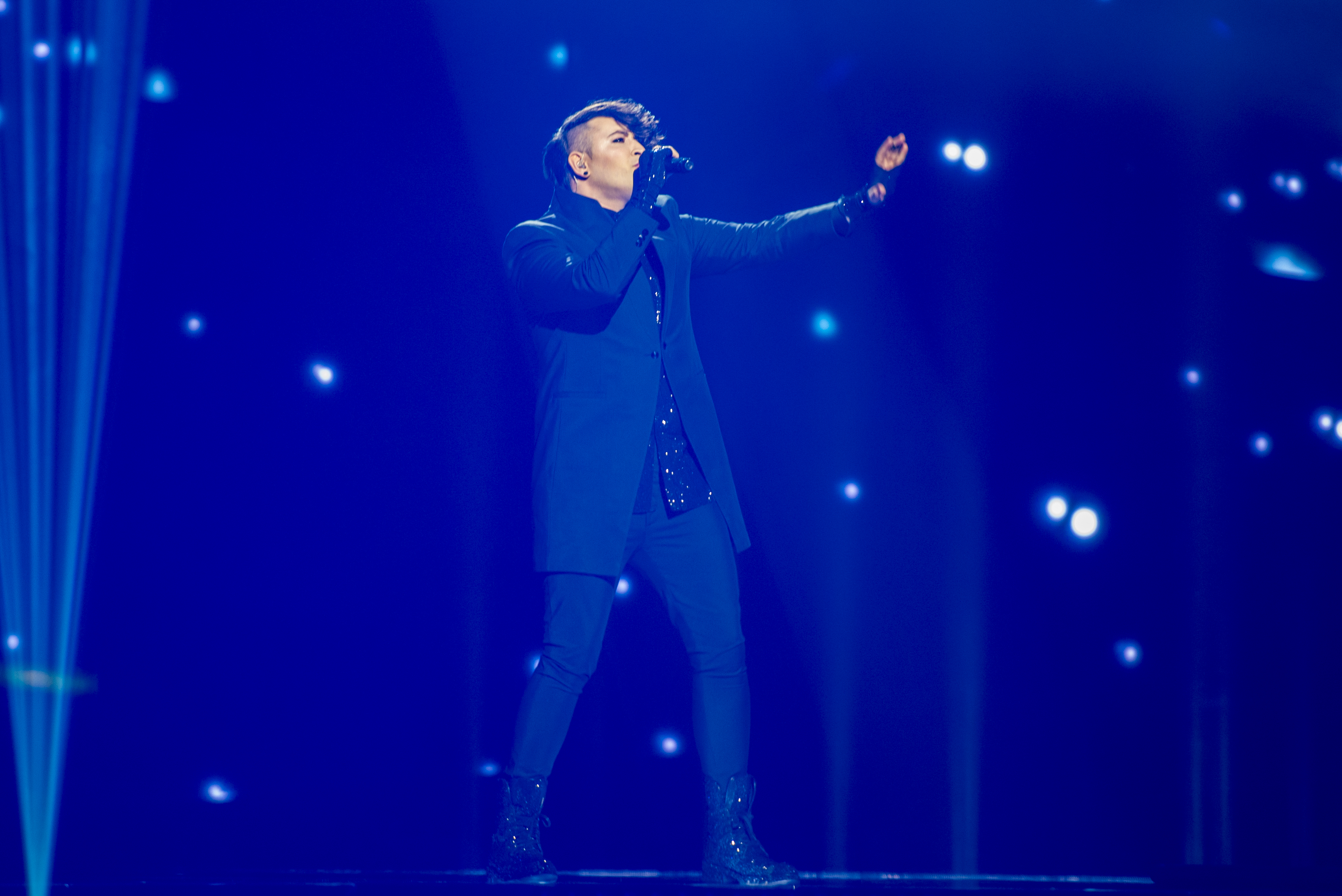
Хові Стар у Стокгольмі (2016)
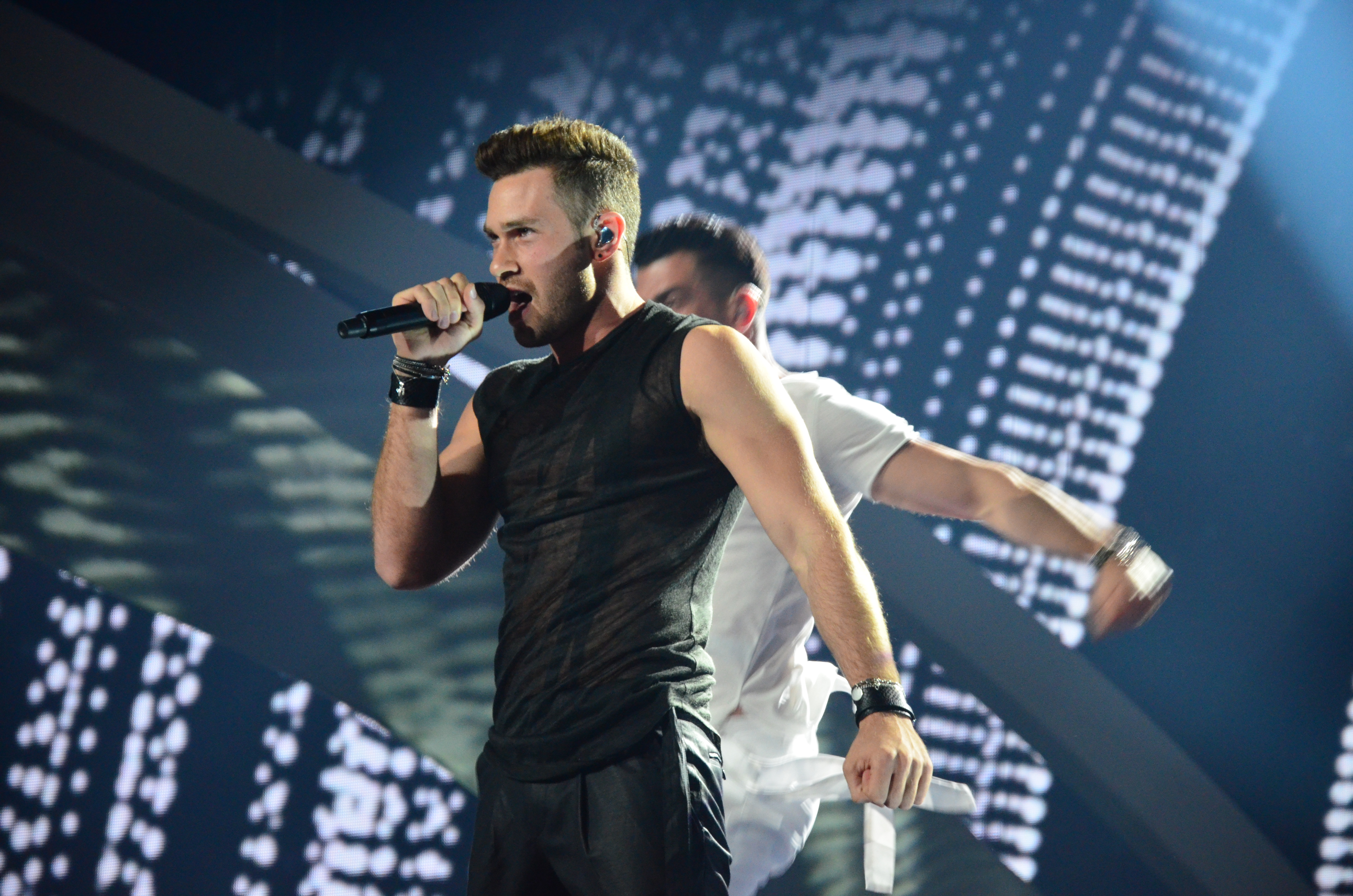
IMRI у Києві (2017)
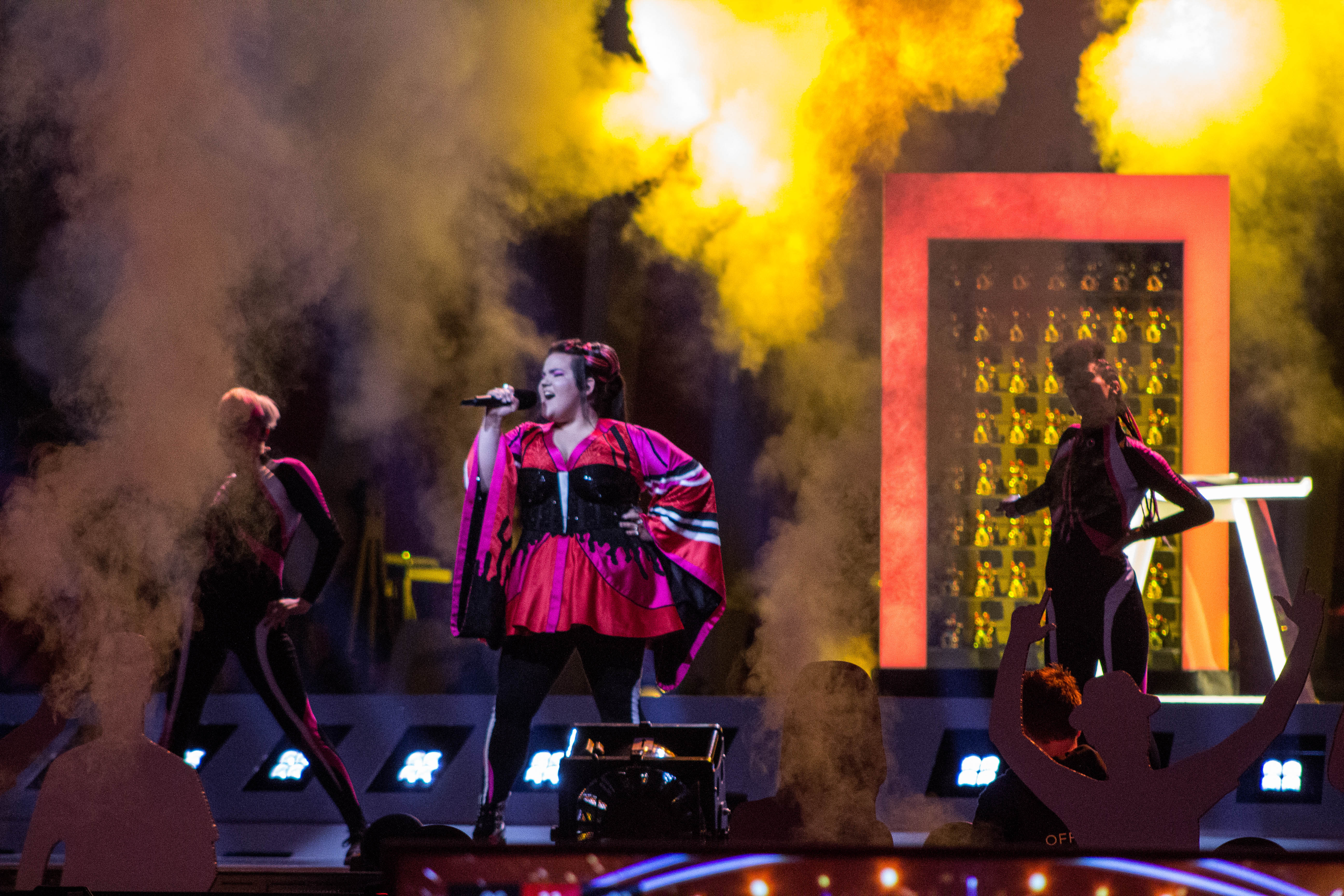
Нетта у Лісабоні (2018)
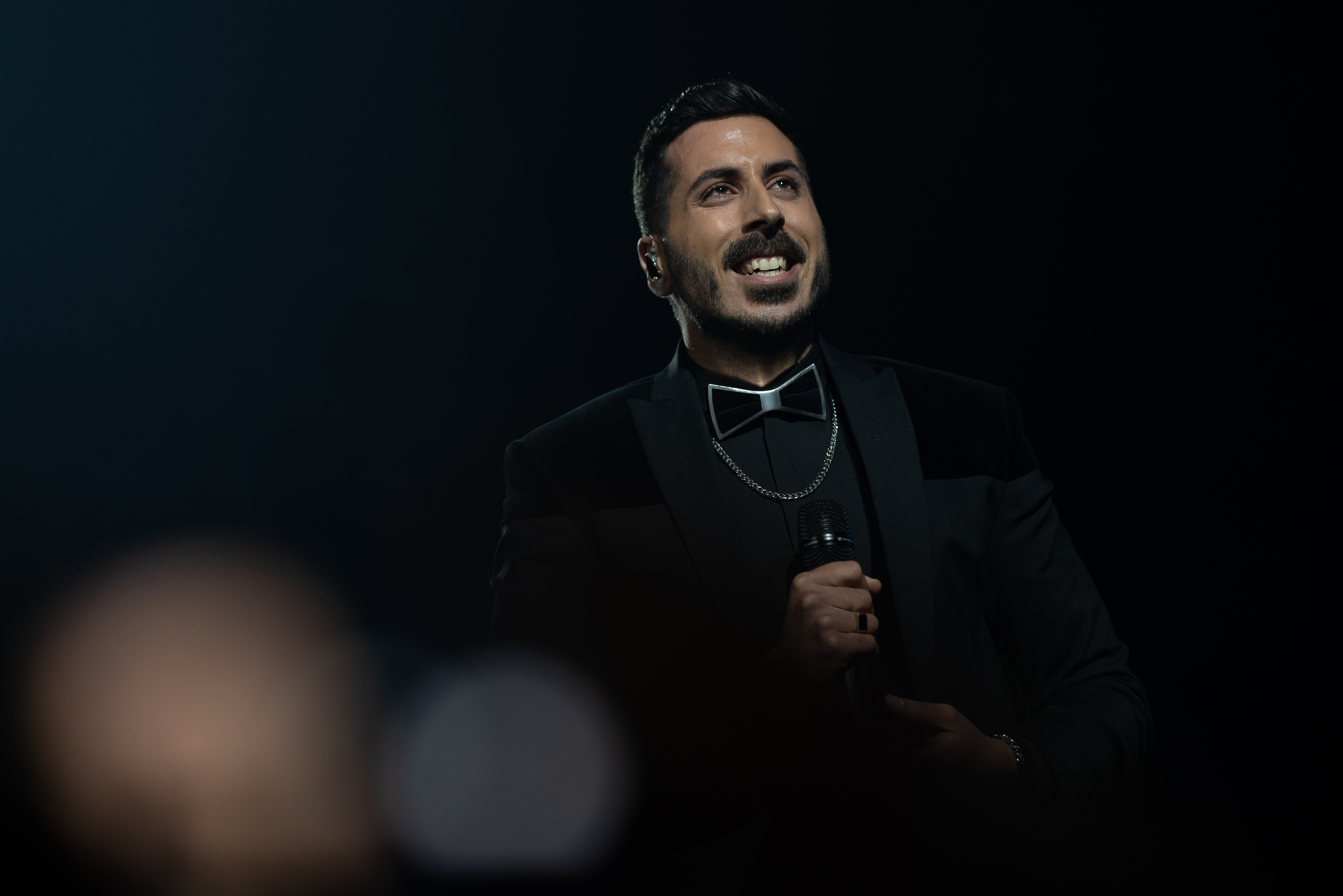
Кобі Марімі у Тель-Авіві (2019)
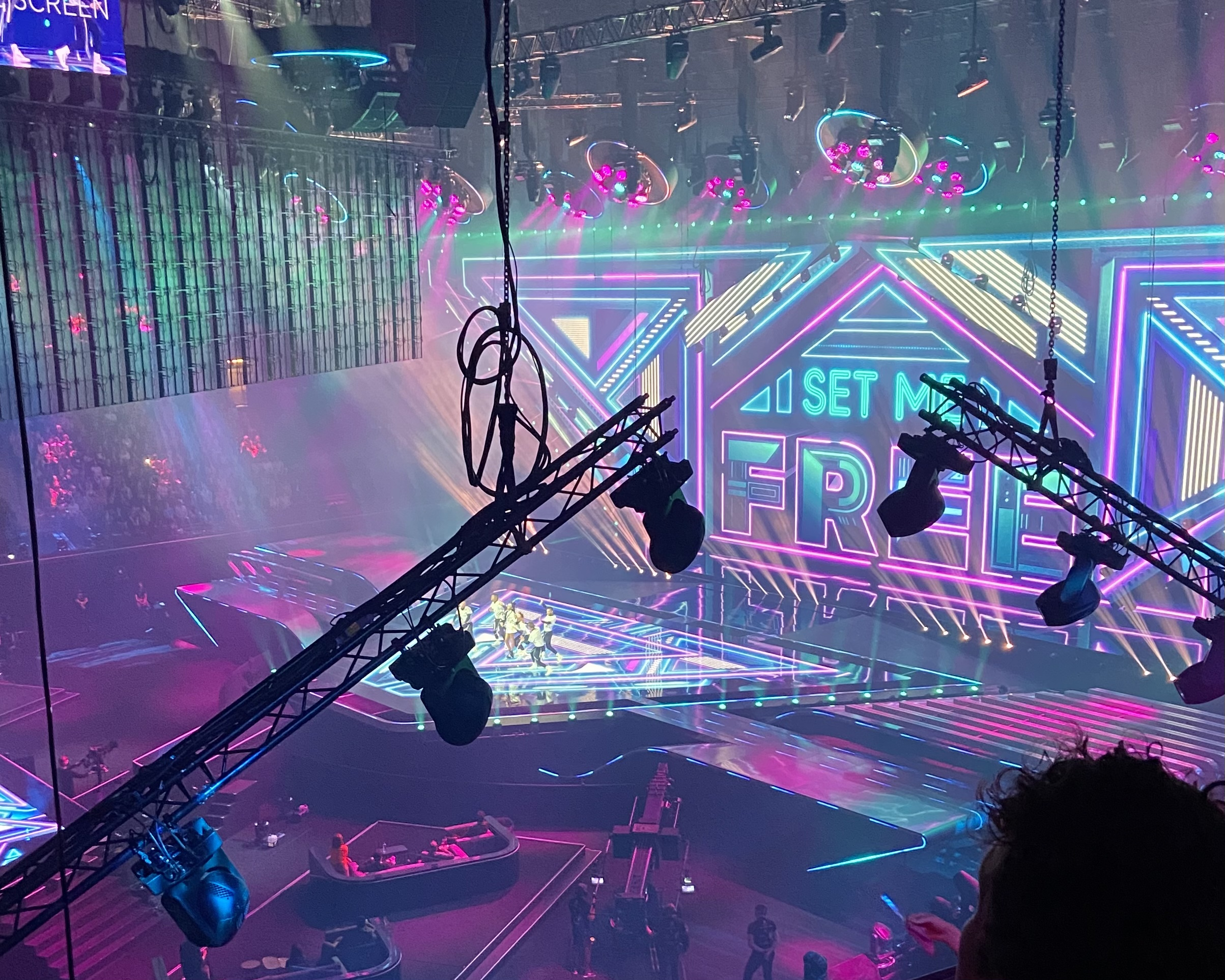
Еден Алене у Роттердамі (2021)
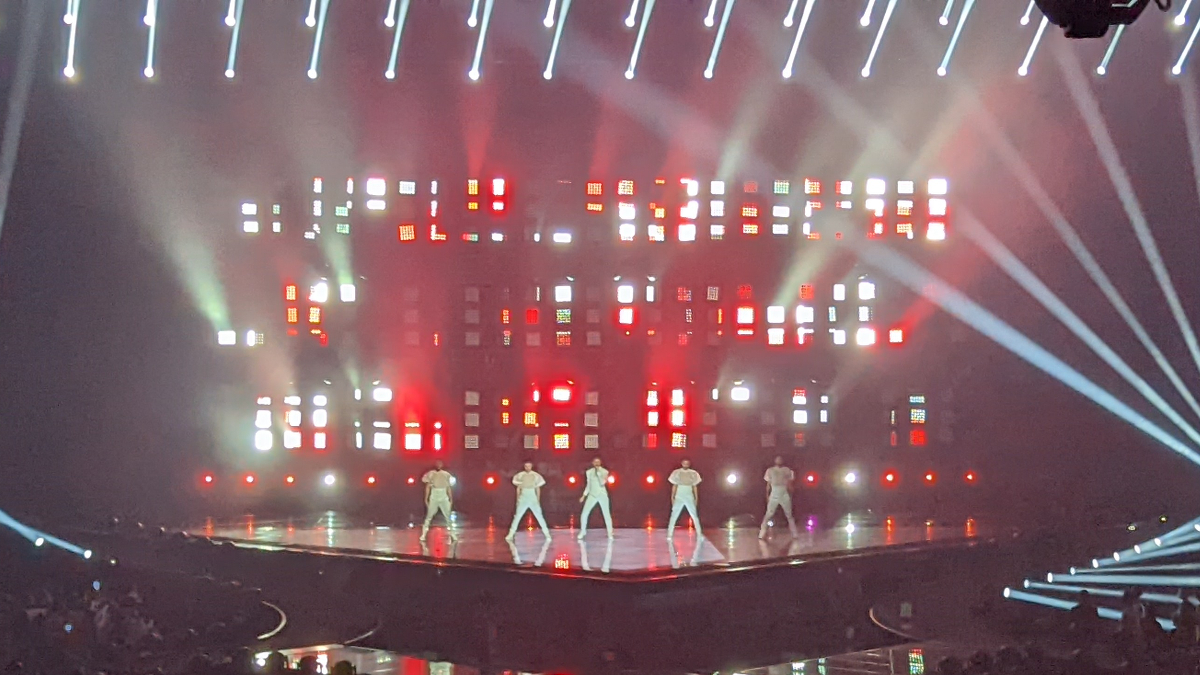
Майкл Бен Девід у Турині (2022)
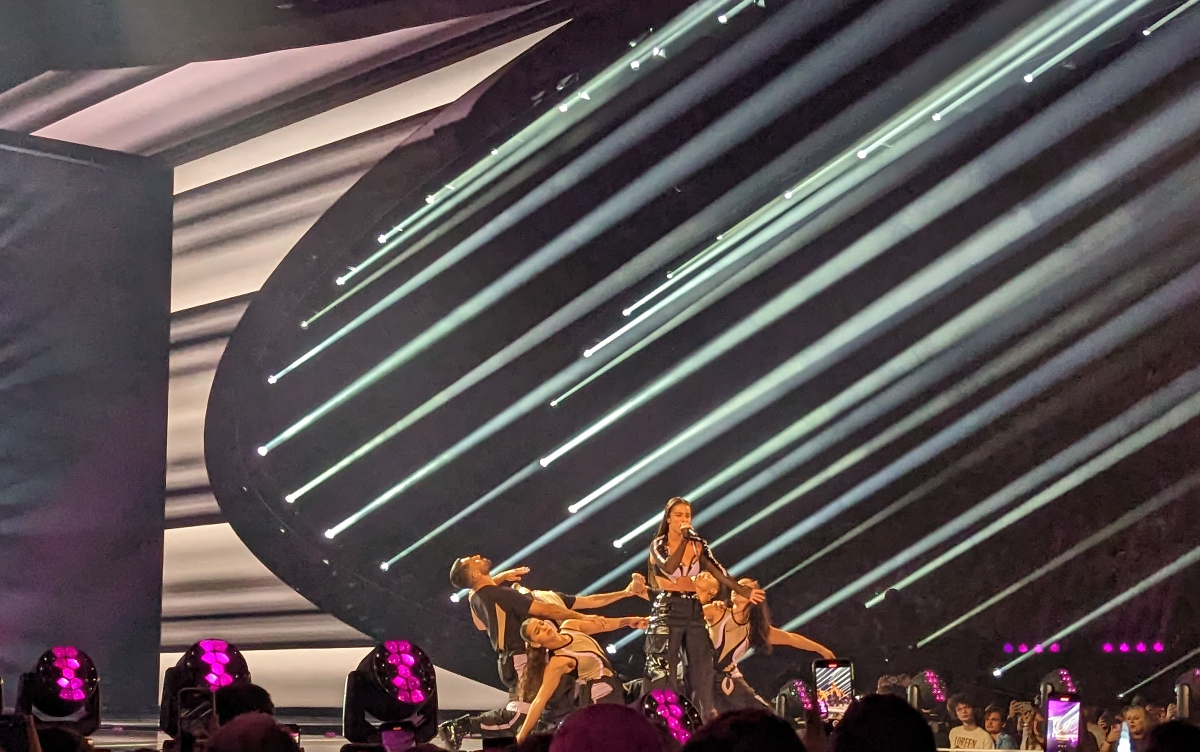
Ноа Кірел у Ліверпулі (2023)
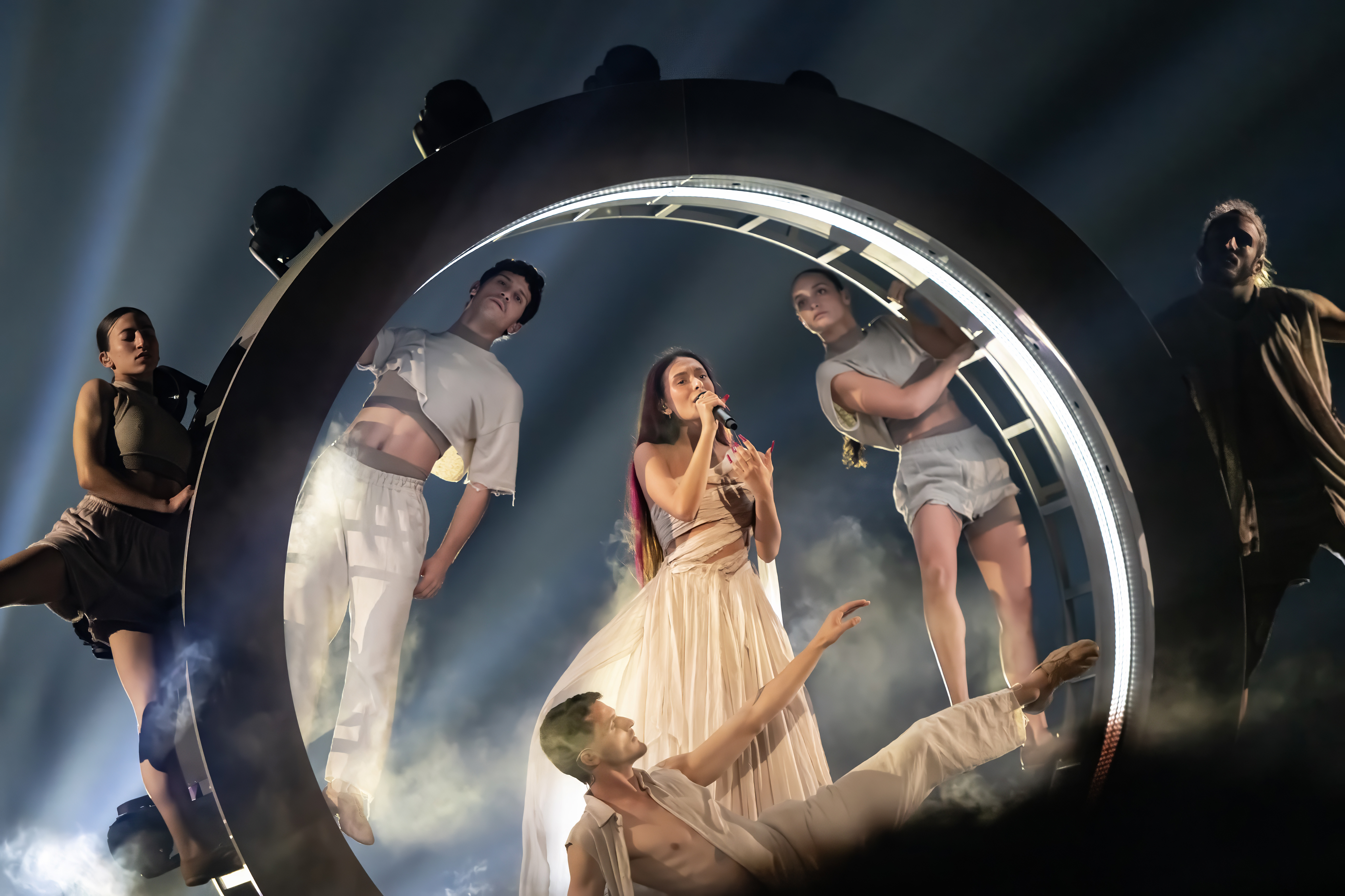
Еден Ґолан в Мальме (2024)

## Статистика голосувань (1975–2025)
| №  | Дано            | Дано | Отримано        | Отримано |
| №  | Країни          | Бали | Країни          | Бали     |
| -- | --------------- | ---- | --------------- | -------- |
| 1  | Швеція          | 197  | Франція         | 239      |
| 2  | Франція         | 174  | Фінляндія       | 154      |
| 3  | Велика Британія | 166  | Швейцарія       | 143      |
| 4  | Україна         | 153  | Нідерланди      | 142      |
| 5  | Росія           | 151  | Велика Британія | 141      |
| 6  | Іспанія         | 128  | Іспанія         | 138      |
| 7  | Нідерланди      | 120  | Німеччина       | 137      |
| 8  | Норвегія        | 114  | Бельгія         | 133      |
| 9  | Данія           | 109  | Норвегія        | 130      |
| 10 | Італія          | 101  | Португалія      | 127      |

## Нотатки
1. ↑  Згідно з тодішніми правилами Євробачення, фінал складався зі співаків 24 країн. «Велика четвірка» та 10 країн, які посіли з 10 по 1 місце у фіналі минулого конкурсу, автоматично потрапляли до фіналу. Інші 10 країн потрапляють до фіналу з півфіналу. Якщо країна «Великої Четвірки» зайняла з 10 по 1 місце на минулорічному конкурсі, то з півфіналу до фіналу потрапляє 11 країн, і так далі (це залежить від кількості країн «Великої четвірки», які посіли з 10 по 1 місце у фіналі).
2. ↑  За голосуванням коментаторів.